# Ак-Чолушпа (природный парк)
Природный парк «Ак-Чолушпа» — особо охраняемая природная территория регионального значения в Республике Алтай.

## История
Природный парк «Ак-Чолушпа» был учреждён 20 октября 2011 года с целью сохранения природной среды и природных ландшафтов.

## Расположение
Природный парк располагается в восточной части республики Алтай, в Улаганском районе. Природный парк состоит из трёх кластеров: «Калбакая», «Пазырык» и «Чулышман». Общая площадь — 189 183 га.

## Климат
На территории природного парка резко континентальный климат. В январе средняя температура — −14 °С, в июле — 16-19 °С. Среднегодовое количество осадков составляет 350—550 мм.

## Фауна
В природном парке обитает более 70 видов млекопитающих — марал, косуля, кабарга, сибирский горный козёл, кабан и др.